# Râul Valea Seacă a Caraimanului
Râul Valea Seacă a Caraimanului este un curs de apă, afluent al râului Valea Albă. 

## Hărți
- Munții Bucegi  Arhivat în 28 mai 2008, la Wayback Machine.